# Bradycellus rivalis
Bradycellus rivalis är en skalbaggsart som beskrevs av Leconte 1858. Bradycellus rivalis ingår i släktet Bradycellus och familjen jordlöpare. Inga underarter finns listade i Catalogue of Life.